# Tallyta Cardoso
Laura Tallyta Aparecida Cardoso (São Paulo, 29 de março de 1977) é uma atriz e apresentadora de televisão brasileira, filha do ator David Cardoso e da atriz Evelise de Oliveira.
Tallyta iniciou carreira aos 3 anos, participando
de comerciais dos brinquedos Estrela. Os filmes publicitários eram produzidos pela Diana Cinematográfica, produtora antecessora da Casablanca, que produziu Turma do Gueto e Metamorphoses, telenovela onde a atriz entrou em consenso com a produção e decidiram que ela ia fazer uma cirurgia no nariz e implante de silicone para o processo ser transmitido na trama. Até os 12 anos, fez cerca de 300 comerciais, um carro a buscava no colégio para levá-la às gravações e até passagens aéreas
ganhou para filmar.
Formada pela faculdade de jornalismo em julho de 2002. Tallyta trabalha desde 1996 na área de comunicação social, como produtora e repórter nas emissoras TV Manchete, Rede Record, Rede CNT entre outros. Mais tarde passou a apresentar merchandising em diversos programas da televisão brasileira e infomerciais. Apresentou para a construtora Eztec o programa Eztec News na Rede Bandeirantes. Entre 2007 e 2010, Tallyta também firmou uma parceria com a Imbra de tratamentos odontológicos, onde fez merchandising e filmes da mesma em várias emissoras. Em 2010 apresentou o programa Culinária+ na TV+. Tallyta idealizou o programa Casa Comigo?, na clicTV, web TV do portal UOL em 2012, na mesma época se tornou repórter do programa De Cara com a Maturidade exibido pela TV Bandeirantes.
Foi capa da revista Sexy de abril de 1999.

## Carreira

### Televisão
- 2007 – Amigas e Rivais ... Sônia (jovem)
- 2004 – Esmeralda ... Tânia[7]
- 2004 – Metamorphoses ... Tallyta[4][5]
- 2002 – Turma do Gueto ... Paulinha[4]